# جون مارتنسون
جون مارتنسون (بالسويدية: Johan Mårtensson) (16 فبراير 1989 بخوفدة في السويد - ) هو لاعب كرة قدم سويدي في مركز الوسط. شارك مع منتخب السويد تحت 19 سنة لكرة القدم ومنتخب السويد تحت 21 سنة لكرة القدم ومنتخب السويد لكرة القدم. أما مع النوادي، فقد لعب مع غايس غوتنبرغ ونادي أوترخت ونادي خوفدة الرياضي العام ونادي هلسينغبورغ وUlvåkers IF ‏.

## وصلات خارجية
- جون مارتنسون على موقع اتحاد السويد (السويدية)
- جون مارتنسون على موقع قاعدة بيانات كرة القدم.إي يو (الإنجليزية)
- جون مارتنسون على موقع Soccerway.com (الإنجليزية)
- جون مارتنسون على موقع عالم كرة القدم.نت (الإنجليزية)